# Richard Empson
Sir Richard Empson (né en 1450 et exécuté le 17 ou le 18 août 1510), ministre du roi d'Angleterre Henri VII, pére du roi Henry VIII était le fils de Peter Empson, un habitant influent de la ville de Towcester.

## Biographie
Richard Empson fit des études d'avocat et eut immédiatement beaucoup de succès dans sa profession.
Henri VII le chargea avec Edmund Dudley de mettre en place un système de taxation arbitraire et très strict, ce qui le rendit rapidement très impopulaire. Il conserva néanmoins la faveur du roi et fut fait chevalier lorsque Henri (futur Henri VIII, fils d'Henri VII) devint prince de Galles, le 18 février 1504. Il devint aussi rapidement High Steward (en) de l'université de Cambridge et Chancelier du duché de Lancastre.
Mais sa carrière prit brusquement fin avec la mort d'Henri VII en avril 1509. Il fut jeté en prison sur ordre du nouveau roi Henri VIII, accusé de trahison et condamné à Northampton en octobre 1509. Si Henri VIII ne semble pas avoir été à l'origine des poursuites contre Empson, il s'y est rallié en constatant son impopularité. Il fut décapité le 17 août 1510, laissant derrière lui sa femme Jane avec ses deux fils et ses quatre filles.
Il est enterré à la chapelle royale de Saint Pierre aux liens. En 1513, son héritage sera rendu à son fils aîné Thomas.